# Ophiostoma grande
Ophiostoma grande är en svampart som beskrevs av Samuels & E. Müll. 1979. Ophiostoma grande ingår i släktet Ophiostoma och familjen Ophiostomataceae.   Inga underarter finns listade i Catalogue of Life.